# Antiponemertes novaezealandiae
Antiponemertes novaezealandiae is een snoerwormensoort uit de familie van de Acteonemertidae. De wetenschappelijke naam van de soort is voor het eerst geldig gepubliceerd in 1895 door Dendy.